# Aplidium geminatum
Aplidium geminatum är en sjöpungsart som beskrevs av Kott 1992. Aplidium geminatum ingår i släktet Aplidium och familjen klumpsjöpungar. Inga underarter finns listade i Catalogue of Life.